# Arroyo Chispa
Arroyo Chispa är en ort i Mexiko.   Den ligger i kommunen Tacotalpa och delstaten Tabasco, i den sydöstra delen av landet, 700 km öster om huvudstaden Mexico City. Arroyo Chispa ligger 55 meter över havet och antalet invånare är 175.
Terrängen runt Arroyo Chispa är kuperad österut, men västerut är den bergig. Runt Arroyo Chispa är det ganska tätbefolkat, med 70 invånare per kvadratkilometer. Närmaste större samhälle är Tacotalpa, 18,1 km norr om Arroyo Chispa. I omgivningarna runt Arroyo Chispa växer i huvudsak städsegrön lövskog.